# Berri Txarrak
I Berri Txarrak sono un gruppo musicale spagnolo formatosi originariamente a Lekunberri, nella regione della Navarra, nel 1994. Le loro canzoni sono esclusivamente in lingua basca. Nel 2019 annunciano una pausa a tempo indeterminato.

## Formazione

### Formazione attuale
- Gorka Urbizu – chitarra e voce (1994-presente)
- David Gonzalez – basso (2008-presente)
- Galder Izagirre – batteria (2010-presente)

### Ex componenti
- Mikel Lopez – basso (1994-2008)
- Aitor Goikoetxea – batteria (1994-2010)
- Aitor Oreja – chitarra (1994-2004)

## Discografia

### Album in studio
- 1997 – Berri Txarrak
- 1999 – Ikasten
- 2001 – Eskuak/Ukabilak
- 2003 – Libre ©
- 2005 – Jaio.Musika.Hil
- 2009 – Payola
- 2011 – Haria
- 2014 - Denbora da poligrafo bakarra